# 1936 en football
Cet article présente les faits marquants de l'année 1936 en football.

## Premier semestre
- 12 janvier : au Parc des Princes de Paris, l'équipe des Pays-Bas s'impose 6-1 face à l'équipe de France.
- 9 février : au Parc des Princes de Paris, l'équipe de Tchécoslovaquie s'impose 3-0 face à l'équipe de France.
- 8 mars : au Stade olympique Yves-du-Manoir de Colombes, l'équipe de France s'impose 3-0 sur l'équipe de Belgique.
- 18 avril : les Rangers remportent la Coupe d’Écosse face à Third Lanark, 1-0.
- 25 avril : Arsenal remporte la Coupe d’Angleterre en s’imposant en finale face à Sheffield United, 1-0.
- 26 avril : le SK Admira Vienne est sacré champion d'Autriche.
- 3 mai : le RC Paris remporte la Coupe de France face au FCO Charleville sur le score de 3-0.
- 10 mai : le Bologne FC 1909 est champion d'Italie.
- 17 mai : Création du club algérien la Jeunesse sportive musulmane Bougiote.
- 24 mai : le RC Paris champion de France signe un doublé coupe/championnat.
  - Article détaillé : Championnat de France de football D1 1935-36

## Champions nationaux
- Allemagne : 1.FC Nuremberg.
- Angleterre : Sunderland AFC.
- Autriche : SK Admira Vienne.
- Belgique : Daring Club Bruxelles.
- Écosse : Celtic.
- Espagne : Athletic Bilbao.
- Italie : Bologne FC 1909.
- Pays-Bas : Feyenoord Rotterdam.
- Suisse : Lausanne Sports.

## Deuxième semestre
- 14 juin : inauguration du stade Charles-Berty à Grenoble.
- 21 juin : le Real Madrid remporte la Coupe d'Espagne en s'imposant 2-1 face au FC Barcelone.
- Algérie : JSM Béjaïa création le 17 mai 1936
- 15 novembre : première retransmission d'un match de football à la télévision allemande : Allemagne - Italie. Cette retransmission en direct tourne au fiasco avec les pannes à répétition des caméras électroniques… Déjà à l'occasion des JO de Berlin des diffusions plus ou moins chaotiques avaient eu lieu en Allemagne.
- 13 décembre : Portuguesa de Desportos est champion de l'État de Sao Paulo.
- 13 décembre : au Parc des Princes de Paris, l'équipe de France s'impose 1-0 face à l'équipe de Yougoslavie.
- 20 décembre : CA River Plate est champion d'Argentine.
- 27 décembre : Fluminense FC est champion de l'État de Rio de Janeiro.

## Naissances
Plus d'informations : Liste d'acteurs du football nés en 1936.
- 10 mars : Sepp Blatter, dirigeant suisse.
- 25 avril : Leonel Sánchez, footballeur chilien.
- 1er octobre : Duncan Edwards, footballeur anglais.
- 12 août : Rachid Mekloufi, footballeur algérien.
- 21 août : François Pinault, dirigeant français.
- 23 septembre : Eugène Saccomano, journaliste français.
- 5 novembre : Uwe Seeler, footballeur allemand.

## Décès
- 7 novembre : décès à 34 ans de Monchín Triana, international espagnol ayant remporté le championnat d'Espagne en 1932[1].

## Liens
- RSSSF : Tous les résultats du monde